# 祥城武帝庙
祥城武帝庙位于云南省大理州祥云县祥城镇鼓楼西街祥云一中初中部校园内。
始建于明永乐四年（1406年），清乾隆十八年（1753年）重修，道光三年（1823年）大修。咸丰七年（1857年），城陷于杜文秀起义军，武帝庙被毁坏，仅存大殿，回民改为礼拜寺。光绪十三年（1887年）修茸，添建棂星门、饮马池、钟亭、鼓亭、持敬所、照壁等，光绪十四年（1888年）完工。整个建筑群坐西向东，由七开间的大殿、三开间的南北厢房、钟亭、鼓亭、棂星门、照壁组成。1934年，祥云县立初级中学在武帝庙之上创建，此后武帝庙被中学使用至今。中华人民共和国成立后，因学校的发展，钟亭、鼓亭、照壁及南北厢房陆续被拆除，现仅存正殿。
正殿为单檐抬梁式木结构建筑，歇山顶，淡青色瓦，面阔28.15米，进深14.6米。
2001年8月20日，列入第四批祥云县文物保护单位；2016年9月20日，列入第六批大理州文物保护单位。